# Heisman-trófea
A Heisman Memorial Trophy Award (ismertebb nevén Heisman-trófea vagy Heisman) a főiskolai amerikai futball legkiemelkedőbb játékosának járó, évente kiosztott elismerés. 1935-ben hozta létre a New York-i Downtown Athletic Club [DAC], a díj John Heisman 1936-os halálakor vette fel a legendás játékos és edző, a privát klub korábbi atlétikai igazgatójának nevét. Jelenleg a Heisman Trophy Trust ítéli oda minden év decemberében, az utószezoni bowl-mérkőzéseket megelőzően, a hónap elején. A főiskolai amerikai futball legnagyobb múltú díja. Az 1944-es győztes Les Horvath révén egy magyar származású díjazottja is van.

## A trófea modellje
Magát a trófeát a szobrász Frank Eliscu tervezte, a New York Egyetem már megszűnt futballcsapatának vezérjátékosa, Ed Smith után (Eliscu Smith középiskolai osztálytársa volt). Öntött bronzból készült, 34.3 cm magas és 11.3 kg tömegű. A futó által egyik kezével a labdát őrző, másikkal ellenfeleit eltartani igyekvő mozdulatsor napjainkban egyszerűen „Heisman-pózként” vált ismertté.

## A kiválasztás
A főiskolai futball bármelyik osztályában szereplő összes játékos jogosult a kiválasztásra, bár a nyertes eddig kivétel nélkül az első osztályból (Division I Football Bowl Subdivision) került ki. Hat régió 145 médiamunkása, tehát 870 szakíró voksol az általa három legérdemesebbnek tartott futballistára, sorrendben. A korábbi Heisman-győztesek is szavazhatnak (kivéve a 2005-ben diadalmaskodó Reggie Bush, akit utólag megfosztottak az elismeréstől), illetve az ESPN.com szurkolói szavazásának végeredménye is beleszámít egy vokssal. Az első helyre rangsorolt játékos három, a második kettő, a harmadik egy pontot kap a kiértékelés során. Az összesítésért a Deloitte könyvelő cég a felelős, és 2007 óta szinte kizárólagosan az interneten történik a folyamat.

## Figyelemre méltó eredmények
Archie Griffin, az Ohio State futója eleddig az egyetlen kétszeres győztes (1974 és 1975). Charles Woodson (CB, Michigan) az egyetlen - alap pozícióját tekintve – védőjátékos, aki hazavihette a trófeát, a favoritnak tartott irányítót, Peyton Manninget szorította a második helyre. Újonc játékost kétszer jutalmaztak Heismannal (Johnny Manziel, 2012 és Jameis Winston, 2013), a másodéves (sophomore) „átok” 2007-ben tört meg, mikor az irányító Tim Tebow nyert. A legtöbb szavazatot Reggie Bush (futó, USC) kapta 2005-ben, a legnagyobb különbséggel Troy Smith (irányító, Ohio State) lett első 2006-ban, a legkisebb különbség pedig 2009-ben volt a díjazott Mark Ingram (futó, Alabama) és Toby Gerhart (futó, Stanford) között. A legidősebb Heisman-díjas Chris Weinke (irányító, Florida State), aki 28 éves korában részesült ebben a megtiszteltetésben.

## A díjátadó
A Downtown Athletic Club székhelye a 2001. szeptember 11-én ledőlt Világkereskedelmi Központ egyik toronyépületében volt, ezért a ceremónia 2002-ben átkerült a Times Square-n található Marriott Marquis hotelbe. Az atlétikai klub ebben az évben csődöt jelentett, a szervezési feladatokat 2003-ig, a Heisman Trust megalapításáig a Yale Club vette át. A díjátadót 2005-től rendezik meg jelenlegi helyén, a Best Buy Theater nevű színházban. 1995 óta az ESPN sportcsatorna élőben közvetíti az eseményt.

## Külső hivatkozások
- Heisman.com
- jjNCAA világa